# Audeux
 Audeux  es una población y comuna francesa, en la región de Borgoña-Franco Condado, departamento de Doubs, en el distrito de Besançon y cantón de Audeux.

## Demografía
| 117 | 149 | 198 | 314 | 320 | 331 |
| Para los censos de 1962 a 1999 la población legal corresponde a la población sin duplicidades (Fuente: INSEE [Consultar]) |     |     |     |     |     |